# Список об'єктів, названих на честь Карла Веєрштрасса
Наступне було названо на честь Карла Веєрштрасса (нім. Karl Theodor Wilhelm Weierstraß, 1815—1897) — німецького математика:
Теореми
- Перша теорема Веєрштрасса
- Друга теорема Веєрштрасса
- Теорема Веєрштрасса про цілі функції
- Теореми Веєрштрасса в банахових просторах
- Теорема Больцано — Веєрштрасса
- Теорема Ліндемана — Веєрштрасса
- Теорема Сохоцького — Веєрштрасса
- Теорема Веєрштрасса — Стоуна — теорема про рівномірне наближення неперервної функції поліномами ()[1]

Функції
- Еліптичні функції Веєрштрасса
- Функція Веєрштрасса

Інше
- 14100 Веєрштрасс — астероїд головного поясу